# Нор — Па-де-Кале
Нор — Па-де-Кале (фр. Nord-Pas-de-Calais) — бывший регион на севере Франции. Население — 4 042 015 человек (4-е место среди регионов). Главный город — Лилль. Другие крупные города — Дуэ, Валансьен, Дюнкерк, Бетюн, Кале, Аррас, Вильнёв-д’Аск.
В этом регионе, в городе Кале был построен Евротоннель, соединяющий Великобританию с Францией.
С 2016 года регион объединён с Пикардией в Нор — Па-де-Кале — Пикардия (с 30 сентября 2016 года — О-де-Франс, «Верх Франции»).

## Название
Название Нор — Па-де-Кале происходит от названий двух основных департаментов региона: «Nord» (с фр. — «север», так как этот департамент является самым северным во Франции) и «Pas-de-Calais» (Па-де-Кале). Нор — Па-де-Кале также иногда называли «Верхней Францией» (Hauts-de-France) или «Северной Пикардией» (Picardie-du-Nord).

Флаг региона

## География
Регион включал департаменты Нор и Па-де-Кале. Через территорию бывшего департамента протекают реки Аа, Шельда (Эско), Самбра и Лис.

## Население
Экономически активное население: 1,320 млн человек.
Занятость населения:
- в сельском хозяйстве 4,8 %;
- в промышленности 36,4 %;
- в сфере услуг 58,8 %.